# Schöne Küsse aus Fernost
Schöne Küsse aus Fernost (Originaltitel: Bons Baisers de Hong Kong) ist eine französische Filmkomödie, welche im Jahre 1975 unter der Regie von Yvan Chiffre erschienen ist. Die Parodie der James-Bond-Filmreihe wurde überwiegend in den Shaw Brothers Studios in Hongkong mit der Komikergruppe Les Charlots in der Hauptrolle gedreht. Die "Moneypenny"- sowie die "M"-Darsteller der James-Bond-Filmreihe Mickey Rooney, Bernard Lee sowie Lois Maxwell bekleiden ebenfalls Rollen in dieser Parodie.

## Handlung
Panik im Buckingham Palace: Die Königin Elizabeth II. wurde während eines Golfturniers entführt. Da dem britischen Geheimdienst drei Jahre zuvor der beste Geheimagent verstorben ist, sieht man sich gezwungen, die französischen Kollegen um Amtshilfe zu bitten. Diese sichern bei der Aufklärung dieses Falles die Unterstützung der vier schlechtesten Geheimagenten zu, die Komikergruppe Les Charlots. Ein Staatsbesuch in Hongkong wird mit einer Putzfrau als Doppelgängerin absolviert.

## Kritiken
Das Lexikon des internationalen Films war nicht angetan: „Die kühne Mischung aus Verfolgungsjagden, Autokarambolagen und Gags aus der Mottenkiste liefert letztlich nur überdrehten Klamauk.“
Der Zeit-Filmkritiker Bodo Fründt fühlte sich bei der „wahnwitzige[n] Action-Parodie“ angesichts der schauspielerischen Leichtigkeit bei der Vorführung eines atemberaubenden Trickrepertoires gut unterhalten. Dies entschädigte ihn auch dafür, dass es keine „zusammenhängende Geschichte“ gebe.